# Conserve
Conserve (с англ. охранять, сберегать) — частная индийская компания, занятая в сфере сбора и переработки пластиковых отходов, а также в изготовлении и реализации продукции из подобного сырья, ставящая перед собой цель повышения уровня жизни людей из самых бедных слоёв населения Дели.
Компания входит в общественное движение — Организацию справедливой торговли (англ. Fair Trade Organization).
Основана в 1998 году Анитой Ахуджей (англ. Anita Ahuja) и её мужем Шалабхом (англ. Shalabh).
Штаб-квартира и основная деятельность компании сосредоточена в Дели, Индия.

## Деятельность
Сборщики пластикового мусора подвергают его несложной ручной переработке: нарезке, мойке с добавлением дизинфицирующего средства, сушке на солнце и прессованию в листы разной толщины для получения разноцветного крепкого материала — «handmade recycled plastic».
Из 80-100 пластиковых пакетов за тридцать минут получается один лист.
Полученный компанией материал используется для производства широкого ассортимента продукции.
В результате соединения кусочков из разноцветных пластиковых листов каждый раз возникает уникальный дизайн, не требующий дополнительной окраски.
Со временем в компании научились получать также производственное сырьё из резиновых шин, которое является хорошей заменой коже, а также шить сумки из старого денима.
В настоящее время продуктовый ряд компании состоит из традиционных сумок, плащей и зонтов, ремней, бумажников, ежедневников, обуви, подушек, украшений, светильников, коробок и книг.
Сумки Conserve продаются в нескольких магазинах для среднего класса в европейских городах, включая Лондон, США, а также в самой Индии.

## Показатели
В 2007 году компания производила и продавала четыре тысячи сумок в месяц с ожидаемым товарооборотом свыше 392 млн долларов США[уточнить].
Отдельной статьёй дохода компании являлась реализация папок, элементов для холодильных шкафов, различных подставок, например, для обуви и т. д.
Проект Аниты Ахуджи позволил создать новые рабочие места для более чем 300 жителей индийских трущоб.
За счёт более глубокой переработки, средний заработок сотрудника в компании Conserve составляет около 70-100 долларов в месяц, что более чем в три раза выше, чем у обычного сборщика пластикового мусора в Нью-Дели.
Компания занимается обучением и повышением квалификации персонала, что особо важно для людей, не имевших до этого практически никакого образования и трудовых навыков.
Компания предоставляет своим работникам медицинское обслуживание в собственной клинике и финансирует школы для детей сотрудников.

## История
В студенческие годы Анита Ахуджа участвовала в проекте сбора и переработки в компост бытовых отходов из 500 домохозяйств.
Во время сортировки она обратила внимание на то, что кроме собственного бытовых отходов в мусоре присутствует масса пластиковых составляющий, например, пакеты.
Эти данные подтверждаются государственной статистикой, по которой ежедневно в Индии выбрасывается 4 тыс. тонн бытовых отходов, причём 15 % их составляющей является изделия из пластика.
Тем не менее при текущем уровне себестоимости пластикового сырья и полиэтилена промышленные сборка и переработка пластикового мусора экономически невыгодна.
Поэтому для решения этой проблемы муниципалитеты прибегают к помощи частных компаний.
Мелкие скупщики принимают пластик у сборщиков из беднейших слоёв населения и перепродают его компаниям, которые тем или иным образом используют пластиковые отходы.
По этой схеме проживающие в Нью-Дели 80 тыс. сборщиков мусора зарабатывают в среднем 25 долларов США в месяц, причём через их руки проходит около 20 % всего мусора в городе.
Основной контингент сборщиков мусора представлен необразованными и не имеющими профессиональных навыков выходцами из индийских деревень и соседнего Бангладеш, проживающих в антисанитарных условиях в трущобах, которые к тому же регулярно сносятся для строительства новых объектов.
Таким образом Анита поставила перед собой сразу несколько целей — кроме экологических, по утилизации, переработке и производстве продукции из пластикового мусора, построить бизнес-модель, выполняющую социальную функцию по повышению уровня жизни беднейших слоёв населения; при этом деятельность должна быть экономически оправданной и прибыльной.
В течение следующих двух лет Анита экспериментировала.
Первоначально она пыталась создать замену брезенту, которым покрывались лачуги.
Потом она пыталась приклеить куски полиэтилена к холсту или бумаге.
Она пришла к выводу, что толстые куски пластика вполне подойдут для создания востребованных в странах БРИК безделушек вроде держателей для ручек или папок.
В результате на ярмарке в посольстве США в Нью-Дели к ней пришла идея заняться созданием модных аксессуаров.
Мусорный бизнес в Дели, как и во многих странах контролируется организованной преступностью, поэтому только содействие правительства позволило Аните подключиться к сбору мусора.
Продукция Conserve была благоприятно принята на европейском рынке и сумки Conserve стали продаваться в европейских магазинах среднего класса рядом с такими известными брендами, как Benetton.
Несколько позже удалось переломить предубеждение к «сумкам из мусора» на местном индийском рынке, где они также вскоре стали пользоваться популярностью.
Когда деятельность компании стала успешной, к ней стали поступать предложения от зарубежных и от индийских производителей на поставки нового пластикового сырья.
Однако руководство Conserve отвергло эти предложения, так как они противоречат социальным целям компании.

## Планы
Conserve планирует расширить производственные мощности за счёт строительства нового завода и увеличения выпуска продукции до 1 млн м² пластиковых листов в год, использовав для этого 300 тонн пластика и создав 500 новых рабочих мест.
Компания планирует распространить свой опыт на другие регионы Индии.
На 2010 год в планах у компании стояло добиться возможности появления продукции компании в европейских сетевых магазинах.